# Llewellyn Worldwide
La Llewellyn Worldwide, già Llewellyn Publications, è una casa editrice statunitense specializzata in pubblicazioni sulla New Age, la 
Wicca, il Neopaganesimo e altri argomenti spirituali ed esoterici.
Fu fondata nel 1901 da Llewellyn George a Portland, Oregon, come Portland School of Astrology, si trasferì a Los Angeles, California, nel 1920 e fu poi acquistata nel 1961 da Carl L. Weschcke che ne portò i quartieri generali a Saint Paul, Minnesota, dove ancora oggi si trovano: è oggi una delle più grandi e antiche case editrici di letteratura occulta e neopagana al mondo.
Nel suo vasto catalogo, al quale attingono spesso gli editori italiani che pubblicano libri sull'esoterismo, si trovano, tra le altre, le opere di Silver Ravenwolf (pubblicate in Italia da Macroedizioni, da Armenia e da Mursia), Scott Cunningham (pubblicate in Italia da Armenia e da Mursia), D.J Conway (pubblicate in Italia da Armenia) e Raymond Buckland (pubblicate in Italia da Hermes e da Armenia).
La Lewellyn è fortemente criticata da una parte della comunità esoterica e neopagana statunitense con l'accusa di pubblicare, dietro copertine sgargianti e titoli ammicanti perfetti per il mercato, opere semplicistiche che propongono una visione new age delle pratiche magiche tradizionali e della Wicca snaturandone il significato così come viene percepito dai praticanti più ortodossi.